# 妙見の森リフト

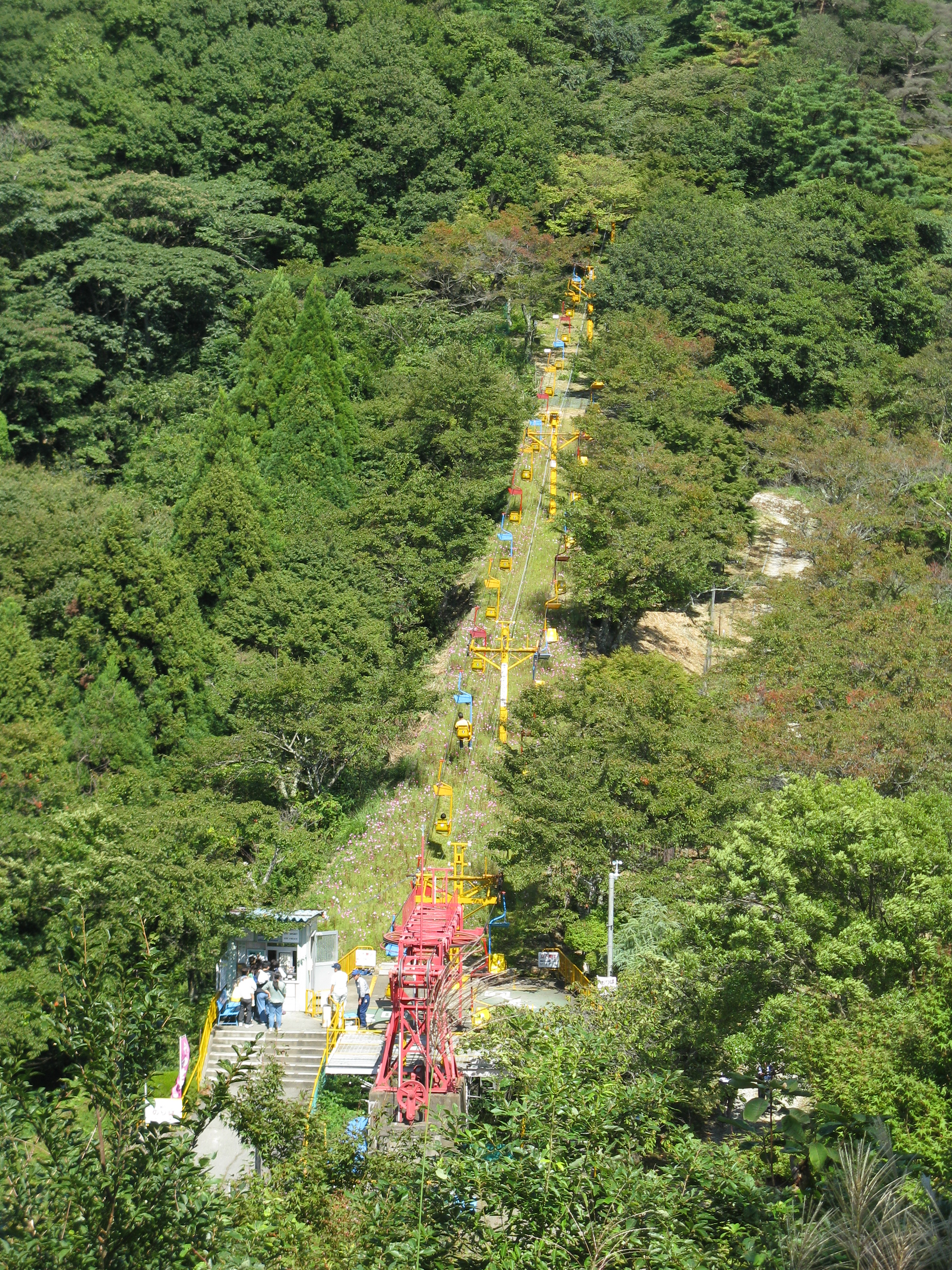
妙見リフト

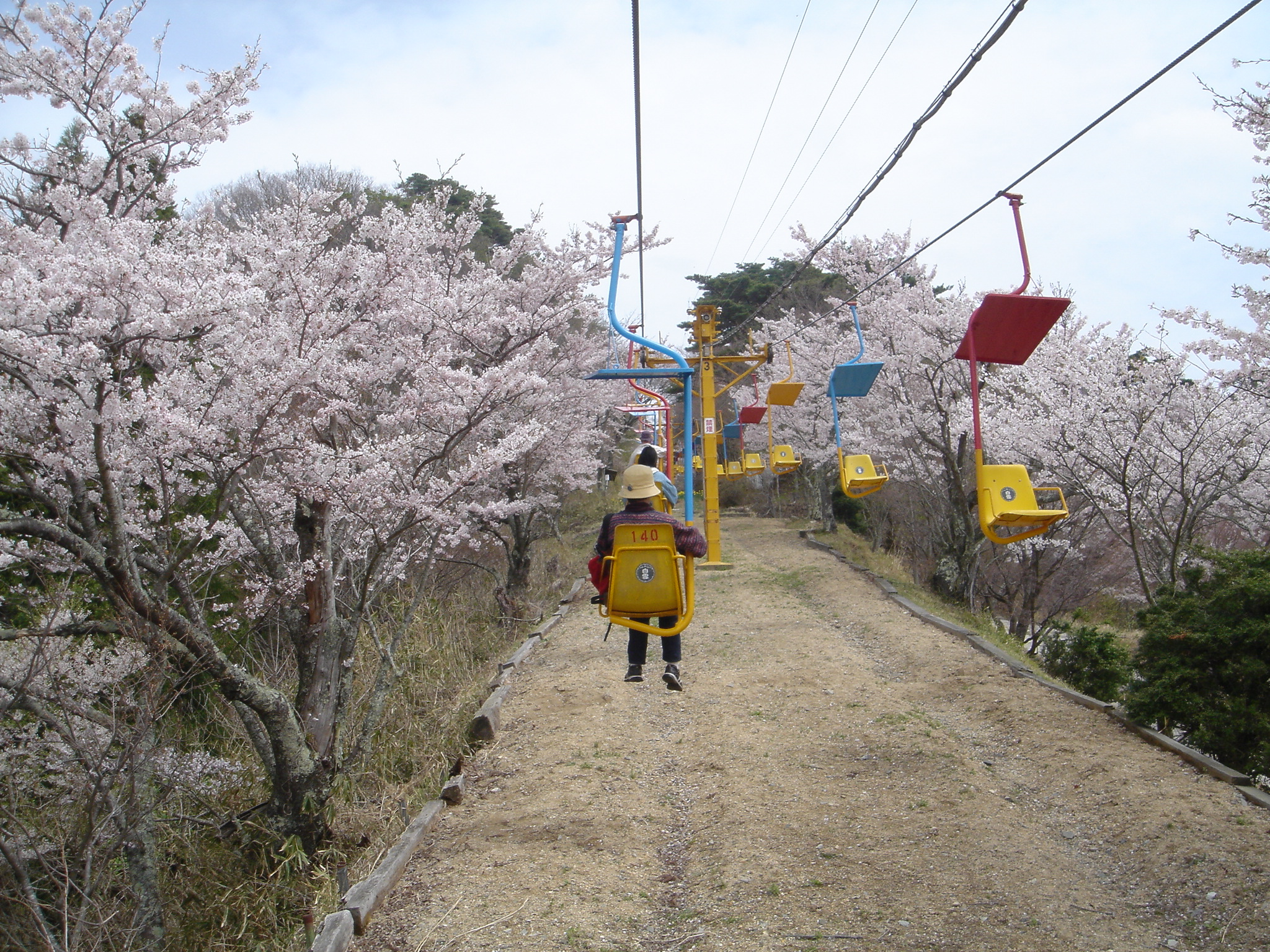
索道に沿って桜が植えられ、また索道の下にも所々花が植えてある。

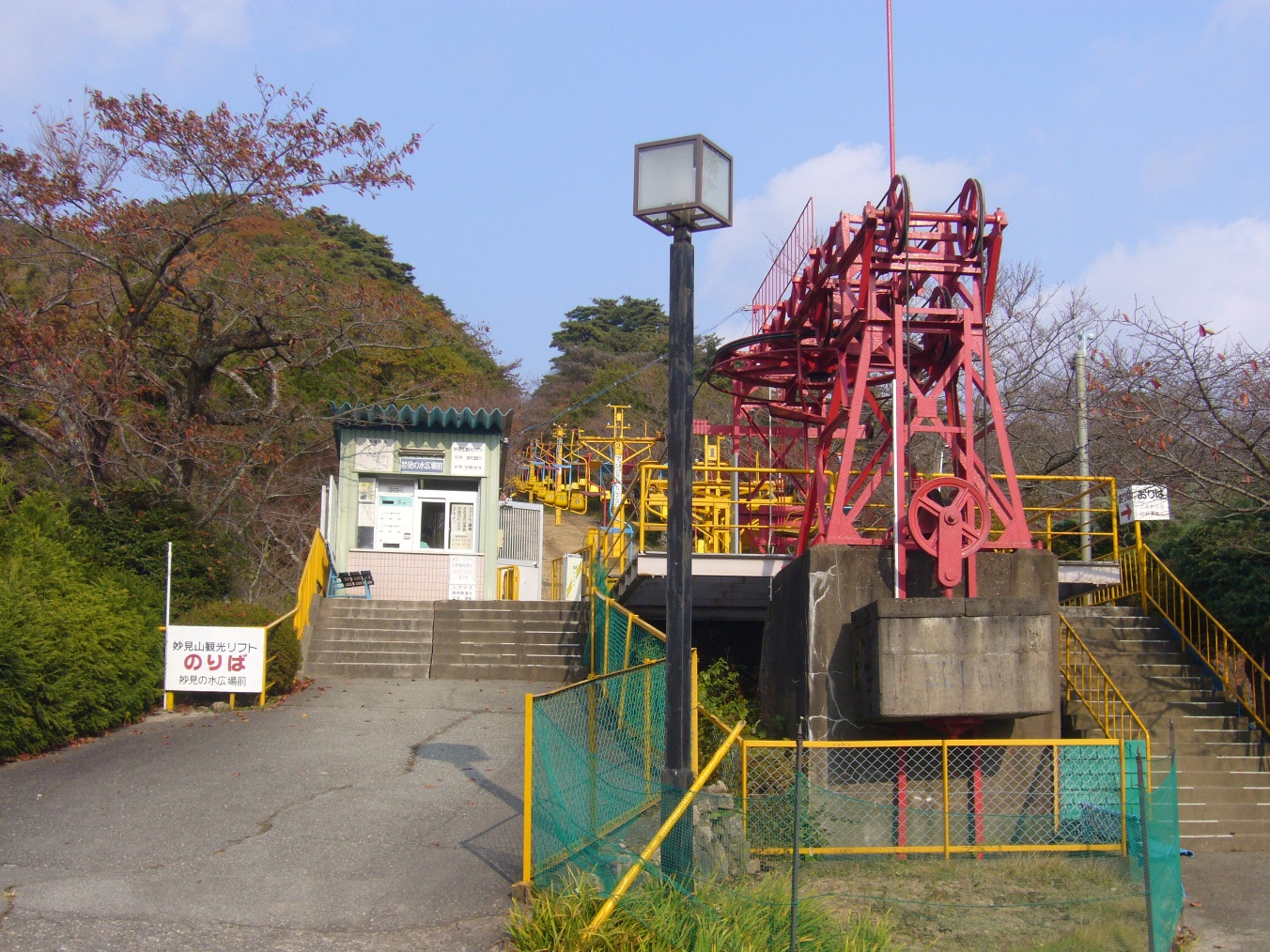
ふれあい広場駅のりば

妙見の森リフト（みょうけんのもりリフト）は、兵庫県川西市内で能勢電鉄が運営していたリフト（特殊索道）である。2013年3月16日に妙見リフトから改称した。能勢電鉄では索道線の呼称も用いられていた。
能勢妙見堂のある妙見山山頂への足として、下部にある妙見の森ケーブル（鋼索線）とともに運営されていた。戦前はこの区間に妙見鋼索鉄道がケーブルカーを運行していたが（上部線）、戦時中に不要不急線として撤去され、戦後に能勢電鉄によって再整備される際に建設費などを考慮してリフトとなった。戦前の妙見鋼索鉄道上部線はふれあい広場（旧・妙見の水広場）付近でカーブしており、なおかつリフトは直線上に敷設する必要があるため、リフトの起点（ふれあい広場のりば）はカーブのすぐ上に設置せざるを得ず、妙見の森ケーブルのケーブル山上駅からは徒歩5分ほどの距離となった。
冬期は、年始および能勢妙見山でお火焚き祭りのある2月11日をのぞいて運休していた。2022年3月から、祝日と行楽期を除く水曜・木曜が定休日となっていた。
利用減少が続き、加えて大規模な更新投資が必要となることから今後の営業継続が困難であるとして、妙見の森ケーブルやバーベキュー施設などを含めた妙見の森関連事業の営業終了が2023年6月23日に発表された。当初は2024年6月に廃止予定とされていたが、同年9月22日には最終営業日を2023年12月3日に繰り上げることが発表され、同日限りで営業を終了した。

## 路線データ
- 路線距離（営業キロ）：0.58km
- 駅数：2駅（起終点駅含む）
- 高低差：88m

## 運賃
大人片道400円、往復800円。小児片道200円、往復400円。（2021年3月20日改定）

## 歴史
- 1925年（大正14年）8月1日 - 妙見鋼索鉄道下部線（滝谷 - 中間間）とともに、上部線中間 - 妙見山間開業[7] 。
- 1944年（昭和19年）2月11日 - 妙見鋼索鉄道下部線・上部線が廃止され、資材は供出[7]。
- 1960年（昭和35年）8月27日 - 能勢電気軌道（現在の能勢電鉄）が妙見リフト・郷土館前（現・ふれあい広場） - 妙見山間開業[7]。
- 1989年（平成元年）7月1日 - 郷土館前を展望公園前に改称。
- 1993年（平成5年）10月1日 - 展望公園前を妙見の水広場前に改称。
- 2013年（平成25年）3月16日 - 「妙見リフト」から「妙見の森リフト」に改称[1]し、妙見の水広場前をふれあい広場に改称。
- 2023年（令和5年）12月4日 - 廃止[5]。

## 乗り場
ふれあい広場（北緯34度55分27秒 東経135度27分35.4秒 / 北緯34.92417度 東経135.459833度） - 妙見山（北緯34度55分38.6秒 東経135度27分52.4秒 / 北緯34.927389度 東経135.464556度）
- 妙見山乗り場が山頂側である。

## 接続路線
- ふれあい広場：妙見の森ケーブル（ケーブル山上駅）